# 国会等の移転に関する法律
国会等の移転に関する法律（こっかいとうのいてんにかんするほうりつ、平成4年12月24日法律第109号）は、地方分権および首都機能移転政策に関する日本の法律である。
同法で「国会等」とは「国会並びにその活動に関連する行政に関する機能及び司法に関する機能のうち中枢的なもの」を指す。
前文が付せられ、「国際都市としての東京都の整備に配慮しつつ、国会等の東京圏外への移転の具体化について積極的に検討すること」は重要であるとした。この「国会等の移転」について、同法1条で、国は積極的な検討を行う責務を有するとした。
1997年（平成9年）の一部改正によって、内閣府に国会等移転審議会が設置され、首都機能移転に関して内閣総理大臣に答申した。
なお、本法制定以後実際に国会関係機関で中枢的なもの（例えば国会議事堂）を東京圏外へ移転する運びとはなっていない。